# Utsunomiya Tower
L'Utsunomiya Tower (宇都宮タワー, Utsunomiya Tawā) és una torre de telecomunicacions que es troba al parc Hachimanyama, al barri de Hanawada de la ciutat d'Utsunomiya, a la prefectura de Tochigi, Japó. La torre té una alçada de 89 metres amb un observatori als 30 metres. La torre va ser construïda l'any 1980.

## Història
Fins als anys setanta, la ciutat d'Utsunomiya rebia directament les ones de ràdio de les emissions de televisió transmeses des de la torre de Tòquio. No obstant això, el Tohoku Shinkansen es va obrir el 1982 i hi havia la preocupació que provocaria un fracàs de recepció a gran escala a la ciutat. Per tant, es va crear una estació de retransmissió per resoldre aquest problema i es va completar el 1980.
El 1999, aquesta torre es va utilitzar com a emissora principal quan es va obrir Tochigi TV, l'última cadena de televisió comercial prefectural del Japó. A més, la perspectiva de la transició digital terrestre completa el 2011 s'ha estudiat la difusió prefectural de la televisió general de les estacions NHK Utsunomiya, es va iniciar a partir de l'1 d'abril de 2012.

## Emissores

### Digitals
1. NHK-NHK Utsunomiya (Canal 47)
2. NHK E (Canal 39)
3. Tochigi TV (Canal 29)
4. Nippon Television (Canal 34)
5. TV Asahi (Canal 17)
6. TBS (Canal 15)
7. TV Tokyo (Canal 18)
8. Fuji Television (Canal 35)

### Analògiques
Fins al 24 de juliol de 2011, quan les emissions analògiques al Japó van finalitzar.
- Tochigi TV (Canal 31)
- TV Asahi (Canal 41)
- TV Tokyo (Canal 44)
- NHK E (Canal 49)
- NHK G (Canal 51)
- Nippon Television (Canal 53)
- TBS (Canal 55)
- Fuji Television (Canal 57)